# Universo Treviso Basket 2024-2025
Questa voce raccoglie le informazioni riguardanti l'Universo Treviso Basket nelle competizioni ufficiali della stagione 2024-2025.

## Stagione
La stagione 2024-2025 dell'Universo Treviso Basket sponsorizzata NutriBullet, è la 6ª nel massimo campionato italiano di pallacanestro, la Serie A.

## Maglie
Il fornitore ufficiale del materiale tecnico per la stagione 2024-2025 è Erreà.

## Organigramma societario
Dal sito internet della società.
Area dirigenziale
- Presidente: Matteo Contento
- Vice presidente: Massimo Stefanello
- Consigliere: Luca Chiggiato
- Direttore generale: Giovanni Favaro
- Direttore sportivo: Simone Giofrè

Area generale e organizzativa
- Responsabile marketing: Massimiliano Ferrigno
- Segreteria: Alberto Bernhart
- Responsabile comunicazione: Francesco Maria Cernetti
- Marketing: Marco Pietrobon
- Amministrazione: Paola Aletto
- Amministrazione: Chiara Favarato

Area tecnica
- Allenatore: Francesco Vitucci
- Vice allenatore: Alberto Morea
- Assistente allenatore: Mattia Consoli
- Preparatore atletico: Dario De Conti
- Team manager: Damiano Gava
- Responsabile arbitri: Sergio Mestriner
- Responsabile settore giovanile: Alessio Collanega

Area medica
- Massofisioterapista: Riccardo Pietrobon
- Medico: Angelo Motta
- Medico: Guido Mladovan
- Medico: Paolo Russo
- Ortopedico: Alberto Vascellari
- Fisioterapista: Nicolò Pavan
- Fisioterapista: Mauro Pozzobon

## Roster
Aggiornato al 10 agosto 2024.
| NutriBullet Treviso 2024-25 | NutriBullet Treviso 2024-25 |
| Giocatori                   | Staff tecnico               |
| --------------------------- | --------------------------- |

| N. | Naz.                   | Ruolo | Nome                  | Anno | Alt.   | Peso   |  |
| -- | ---------------------- | ----- | --------------------- | ---- | ------ | ------ |  |
| 0  | Stati Uniti (bandiera) | P     | Ky Bowman             | 1997 | 190 cm | 87 kg  |  |
| 6  | Italia (bandiera)      | P     | Pietro Iacopini       | 2005 | 185 cm | 73 kg  |  |
| 7  | Stati Uniti (bandiera) | G     | D'Angelo Harrison (C) | 1993 | 193 cm | 92 kg  |  |
| 9  | Italia (bandiera)      | GA    | David Torresani       | 2005 | 188 cm | 73 kg  |  |
| 13 | Italia (bandiera)      | AG    | Giovanni De Marchi    | 2005 | 200 cm | 91 kg  |  |
| 14 | Italia (bandiera)      | P     | Bruno Mascolo (C)     | 1996 | 191 cm | 92 kg  |  |
| 15 | Italia (bandiera)      | C     | Francesco Martin      | 2005 | 205 cm | 98 kg  |  |
| 22 | Italia (bandiera)      | AC    | Valerio Mazzola       | 1994 | 205 cm | 107 kg |  |
| 23 | Italia (bandiera)      | AG    | Andrea Mezzanotte     | 1998 | 207 cm | 98 kg  |  |
| 25 | Stati Uniti (bandiera) | AG    | Jordan Caroline       | 1996 | 201 cm | 107 kg |  |
| 29 | Italia (bandiera)      | C     | Francesco Pellegrino  | 1991 | 213 cm | 119 kg |  |
| 31 | Lituania (bandiera)    | A     | Osvaldas Olisevičius  | 1993 | 200 cm | 90 kg  |  |
| 32 | Stati Uniti (bandiera) | AG    | Justin Alston         | 1994 | 204 cm | 101 kg |  |
| 33 | Stati Uniti (bandiera) | C     | Pauly Paulicap        | 1997 | 207 cm | 91 kg  |  |
| 44 | Italia (bandiera)      | PG    | Tommaso Spinazzè      | 2006 | 182 cm | 85 kg  |  |
| 55 | Stati Uniti (bandiera) | G     | J.P. Macura           | 1995 | 196 cm | 93 kg  |  |
| -  | Italia (bandiera)      | A     | Alberto Gatto         | 2006 | 198 cm | 85 kg  |  |
| -  | Italia (bandiera)      | C     | Cristiano Guidolin    | 2006 | 200 cm | 100 kg |  |
| -  | Italia (bandiera)      | G     | Giacomo Marostica     | 2006 | 188 cm | 77 kg  |  |
| -  | Italia (bandiera)      | AP    | Lorenzo Prai          | 2006 | 196 cm |        |  |
| -  | Italia (bandiera)      | AC    | Simone Salvietti      | 2007 | 198 cm |        |  |
| -  | Italia (bandiera)      | C     | Alessandro Scialpi    | 2007 |        |        |  |

| Allenatore                                                                                   |
| - Francesco Vitucci                                                                          |
| Assistente/i                                                                                 |
| - Mattia Consoli - Alberto Morea Legenda - (C) Capitano - (IN) Inattivo - Infortunato Roster |

## Mercato

### Sessione estiva
| P  | Bruno Mascolo   | Virtus Bologna | svincolato    |
| G  | Enrico Vettori  | Rucker SanVe   | fine prestito |
| GA | J.P. Macura     | Free agent     | svincolato    |
| AG | Justin Alston   | PAOK Salonicco | svincolato    |
| AG | Valerio Mazzola | V.L. Pesaro    | svincolato    |

| Cessioni | Cessioni             | Cessioni         | Cessioni       | Cessioni |
| R.       | Nome                 | a                | Modalità       |          |
| -------- | -------------------- | ---------------- | -------------- | -------- |
| P        | Justin Robinson      | RASTA Vechta     | fine contratto |          |
| P        | Alessandro Zanelli   | Scafati Basket   | fine contratto |          |
| G        | Leonardo Faggian     | Scaligera Verona | prestito       |          |
| G        | Enrico Vettori       | Pall. Chieti     | fine contratto |          |
| AG       | Terry Allen          | Levanga Hokkaido | fine contratto |          |
| AG       | Francesco Scandiuzzi | Janus Fabriano   | fine contratto |          |
| C        | Gora Camara          | Virtus Bologna   | fine prestito  |          |

### Dopo l'inizio della stagione
| Acquisti | Acquisti             | Acquisti   | Acquisti         | Acquisti   |
| R.       | Nome                 | da         | Data             | Modalità   |
| -------- | -------------------- | ---------- | ---------------- | ---------- |
| C        | Francesco Pellegrino | Free agent | 29 novembre 2024 | svincolato |
| AG       | Jordan Caroline      | Free agent | 9 gennaio 2025   | svincolato |

| Cessioni | Cessioni      | Cessioni     | Cessioni        | Cessioni    |
| R.       | Nome          | a            | Data            | Modalità    |
| -------- | ------------- | ------------ | --------------- | ----------- |
| AG       | Justin Alston | Hapoel Holon | 4 febbraio 2025 | rescissione |